# Det mörka rummet
Det mörka rummet är en brittisk biografifilm från 1951 i regi av John Boulting med manus av Eric Ambler. Filmen baseras på Ray Allisters biografi Friese-Greene, Close Up of an Inventor om uppfinnaren och filmfotografen William Friese-Greene. I huvudrollen ses Robert Donat och i rollistan ses flera av tidens stora brittiska skådespelare.

## Rollista
- Robert Donat - William Friese-Greene
- Maria Schell - Helena Friese-Greene
- Margaret Johnston - Edith Friese-Greene
- Renée Asherson - Miss Tagg
- Richard Attenborough - Jack Carter
- Robert Beatty - Lord Beaverbrook
- Edward Chapman - fader
- Roland Culver - bolagsman
- John Howard Davies - Maurice Friese-Greene
- Michael Denison - reporter
- Leo Genn - Maida Vale-läkare
- Joyce Grenfell - Mrs. Claire
- Kathleen Harrison - moder
- William Hartnell - sergeant
- Joan Hickson - Mrs. Stukely
- Thora Hird - husföreståndarinna
- Stanley Holloway - Broker's Man
- Michael Hordern - mottagare
- Glynis Johns - May Jones
- Mervyn Johns - Goitz
- Peter Jones - industrialist
- Miles Malleson - orkesterledare
- Bernard Miles - kusin Alfred
- Laurence Olivier - 94-B
- Cecil Parker - förste plattformsmannen
- Eric Portman - Arthur Collings
- Dennis Price - Harold
- Michael Redgrave - Mr. Lege
- Margaret Rutherford - Lady Pond
- Janette Scott - Ethel Friese-Greene
- Basil Sydney - William Fox-Talbot
- Ernest Thesiger - Earl
- David Tomlinson - labassistent
- Peter Ustinov - industrialist
- Kay Walsh - hotellreceptionist
- Emlyn Williams - bankdirektör